# Bryconamericus andresoi
Bryconamericus andresoi es una especie de pez de la familia Characidae en el orden de los Characiformes.

## Morfología
Los machos pueden llegar alcanzar los 7,1 cm de longitud total.

## Hábitat
Vive en zonas de alta altitud.

## Distribución geográfica
Se encuentran en Sudamérica: cuenca del río Patía (Colombia ). Distribución: Quebrada San José, corregimiento San José y Quebrada Trojayaco, corregimiento de Tanguana en el municipio de El Tambo - Nariño.